# Берлін (Меріленд)
Берлін (англ. Berlin) — місто (англ. town) в США, в окрузі Вустер штату Меріленд. Населення — 5026 осіб (2020).

## Географія
Берлін розташований за координатами 38°19′50″ пн. ш. 75°12′57″ зх. д. / 38.33056° пн. ш. 75.21583° зх. д. (38.330450, -75.215933).  За даними Бюро перепису населення США в 2010 році місто мало площу 8,17 км², з яких 8,17 км² — суходіл та 0,00 км² — водойми. В 2017 році площа становила 8,59 км², з яких 8,59 км² — суходіл та 0,00 км² — водойми.

## Демографія
Згідно з переписом 2010 року, у місті мешкало 4485 осіб у 1688 домогосподарствах у складі 1155 родин. Густота населення становила 549 осіб/км².  Було 1953 помешкання (239/км²).
Расовий склад населення:
| - 68,8 % — білих - 23,3 % — чорних або афроамериканців - 1,4 % — азіатів - 0,6 % — корінних американців - 2,7 % — осіб інших рас |

До двох чи більше рас належало 3,3 %. Частка іспаномовних становила 5,5 % від усіх жителів.
За віковим діапазоном населення розподілялося таким чином: 25,8 % — особи молодші 18 років, 56,5 % — особи у віці 18—64 років, 17,7 % — особи у віці 65 років та старші. Медіана віку мешканця становила 38,4 року. На 100 осіб жіночої статі у місті припадало 83,4 чоловіків;  на 100 жінок у віці від 18 років та старших — 76,6 чоловіків також старших 18 років.
Середній дохід на одне домашнє господарство  становив 69 589 доларів США (медіана — 57 782), а середній дохід на одну сім'ю — 79 719 доларів (медіана — 68 158). Медіана доходів становила 46 875 доларів для чоловіків та 35 528 доларів для жінок. За межею бідності перебувало 12,5 % осіб, у тому числі 22,2 % дітей у віці до 18 років та 11,5 % осіб у віці 65 років та старших.
Цивільне працевлаштоване населення становило 2272 особи. Основні галузі зайнятості: роздрібна торгівля — 21,9 %, мистецтво, розваги та відпочинок — 21,9 %, освіта, охорона здоров'я та соціальна допомога — 20,1 %.